# Södra Murstenstjärnen, Närke
Södra Murstenstjärnen är en sjö i Lekebergs kommun i Närke och ingår i Göta älvs huvudavrinningsområde. Sjöns area är 0,039 kvadratkilometer och den befinner sig 193 meter över havet.